# Cimballa (kommunhuvudort)
Cimballa är en kommunhuvudort i Spanien.   Den ligger i provinsen Provincia de Zaragoza och regionen Aragonien, i den centrala delen av landet, 180 km öster om huvudstaden Madrid. Cimballa ligger 919 meter över havet och antalet invånare är 135.
Terrängen runt Cimballa är kuperad österut, men västerut är den platt. Cimballa ligger nere i en dal.  Trakten runt Cimballa är nära nog obefolkad, med mindre än två invånare per kvadratkilometer. Närmaste större samhälle är Ibdes, 13,8 km norr om Cimballa. Omgivningarna runt Cimballa är i huvudsak ett öppet busklandskap.